# پیسکوپووتسه
پیسکوپووتسه (به صربی: Piskopovce) یک منطقهٔ مسکونی در صربستان است که در توتین، صربستان واقع شده‌است. پیسکوپووتسه ۱۶۲ نفر جمعیت دارد.